# 玄海鎧甲蝦
玄海鎧甲蝦（学名：Galathea genkai）为鎧甲蝦科鎧甲蝦屬下的一个种。